# Helenus
Helenus war ein spätantiker römischer Goldschmied (aurifex), der im 4. Jahrhundert tätig war.
Helenus ist einzig durch seine Signatur auf einem seiner Werke bekannt. Das Goldobjekt wurde 1755 in Cove, Dumfries and Galloway/Kirkpatrick-Fleming in Schottland gefunden und ist heute verschollen. Neben der Signatur HELENVS F(ecit) trägt es eine Gewichtsinschrift von drei Unzen.
Die Funktion des ins 4. Jahrhundert n. Chr. zu datierenden goldenen Objekts ist nicht völlig klar. Laut Rainer Vollkommer handelte es sich um einen goldenen Henkel, laut Robert Janiszewski aber wohl eher um einen Armreif.